# Bridgewater (Nueva Jersey)
El municipio de Bridgewater (en inglés: Bridgewater Township) es un municipio ubicado en el condado de Somerset en el estado estadounidense de Nueva Jersey. En el año 2010 tenía una población de 44,464 habitantes y una densidad poblacional de 529 personas por km².

## Geografía
El municipio de Bridgewater se encuentra ubicado en las coordenadas 40°37′24″N 74°36′04″O / 40.62333, -74.60111.

## Demografía
Según la Oficina del Censo en 2000 los ingresos medios por hogar en el municipio eran de $88,308 y los ingresos medios por familia eran $99,832. Los hombres tenían unos ingresos medios de $67,089 frente a los $49,096 para las mujeres. La renta per cápita para la localidad era de $39,555. Alrededor del 2.1% de la población estaba por debajo del umbral de pobreza.